# Bezirksamt (Kolonien)
Ein Bezirksamt in den deutschen Kolonien war der Amtssitz für einen Bezirk in einer Kolonie des Deutschen Reiches. Das Wort Bezirksamt wurde aber allgemein mit dem vom Bezirksamt verwalteten Bezirk gleichgesetzt. Die größte Verwaltungseinheit in einer deutschen Kolonie war der Bezirk. 

## Vorgeschichte
Mit dem Verwaltungsaufbau in den seit 1884 erworbenen Kolonien des Deutschen Reiches entstanden meist zunächst zivil verwaltete „Stationen“ und „Polizeiposten“ oder vom deutschen Militär (Schutztruppe) geführte „Militarstationen“ und „Militärposten“.
Da die Kolonien der europäischen Kolonialmächte nach ihrem Rechtsverständnis nach deren Erwerb – oft durch Aufteilung am Konferenztisch durch die europäischen Regierungen, wie etwa bei der Kongokonferenz 1884/85 in Berlin – der jeweiligen Kolonialmacht unterstanden, die einheimischen Herrscher aber diese neuen Herrschaftsverhältnisse oft nicht anerkennen wollten, wurden diese Gebiete von den Europäern militärisch erobert und unterworfen, so auch in den deutschen Kolonien. Dadurch entstanden zunächst vielfach als Beginn der deutschen Verwaltung die Militärstationen, die nach der Befriedung des Landes in zivile Bezirke umgewandelt wurden.

## Die Bezirke
Als Untergliederung eines Bezirkes gab es Unterbezirke, Bezirksnebenstellen, Polizeistationen und Posten. Mit der Ausbreitung der deutschen Verwaltung in den Kolonien und der weiteren Entwicklung der Verwaltung wurden etwa Polizeistationen zu Bezirksnebenstellen erhoben und Bezirksnebenstellen zu Bezirken. Es wurden aber auch Bezirke aufgelöst und anderen Bezirken zugeschlagen oder Bezirke geteilt zu zwei neuen Bezirken. Während des ständigen Verwaltungsaufbaus, und der Erweiterung der Verwaltung in alle Gebiete der Kolonien hinein, war auch ein ständiger Wandel der Verwaltungsgliederung in jeder Kolonie im Gange, wobei auch die Militärstationen und Militärbezirke nach und nach in zivile Bezirksämter umgewandelt wurden.
Jede Kolonie hatte ihre eigenen Besonderheiten bei Aufbau der deutschen Verwaltung und so hießen etwa in Deutsch-Südwestafrika die Stationen zunächst Unterstationen und die Bezirksämter Distriktämter, beziehungsweise die Bezirke Distrikte.
Die flächenmäßige Erfassung der Kolonien in Bezirke war etwa um 1900 abgeschlossen, aber die innere Entwicklung der Bezirke, sowohl ihre räumliche Verwaltungsstruktur, als auch ihre innere Entwicklung, blieb bis zum Beginn des Ersten Weltkrieges im August 1914, der auch sofort die Kolonien erfasste, im Aufbau begriffen.
Der Vorsteher eines Bezirksamts war der Bezirksamtmann. Er stand in Klasse 4a der Besoldungsordnung I es deutschen Kaiserreichs und bezog ein Auslandsgehalt von 3600 bis 7200 M, eine Kolonialzulage von 4700 M und Alterszulagen von 500 bis 1500 M.

### Deutsch-Ostafrika
In der größten deutschen Kolonie Deutsch-Ostafrika mit 997.000 Quadratkilometern Fläche und etwa 7,6 Millionen Einwohnern gab es 1913 19 Bezirksämter mit 17 Nebenstellen und zwei Polizeiposten, zwei Militärbezirke und die drei Residenturen Ruanda, Urundi und Bukoba, die 1906 aus zwei Bezirksämtern gebildet worden waren. Im Gegensatz zu den Bezirksämtern wurde den einheimischen Herrschern in den Residenturen eine selbständige eigene Verwaltung zugestanden.
Der Verwaltungsaufbau in Deutsch-Ostafrika begann an der Küste und nahm von dort seine Entwicklung in das Landesinnere. War Daressalam 1888 Sitz eines Bezirkschefs und ab 1889 Sitz des Bezirksamtes Daressalam, so wurde die 1900 gegründete Militärstation Aruscha am 1. April 1913 aus dem Bezirk Moschi ausgegliedert und zum eigenen Bezirk erklärt. Der Bezirk Tabora wurde noch am 11. August 1916 geteilt in die Bezirke Tabora-Nord und Süd-Tabora.